# Seven de Cardiff 2002
El Seven de Cardiff de 2002 fue la segunda edición del torneo galés de rugby 7, fue el undécimo y último torneo de la temporada 2001-02 de la Serie Mundial Masculina de Rugby 7.
Se disputó en la instalaciones del Cardiff Arms Park.

## Fase de grupos

### Grupo A
| Equipo        | Encuentros | Encuentros | Encuentros | Encuentros | Tantos  | Tantos    | Tantos     | Puntos |
| Equipo        | jugados    | ganados    | empatados  | perdidos   | a favor | en contra | diferencia | Puntos |
| ------------- | ---------- | ---------- | ---------- | ---------- | ------- | --------- | ---------- | ------ |
| Nueva Zelanda | 3          | 3          | 0          | 0          | 117     | 26        | 91         | 9      |
| Escocia       | 3          | 2          | 0          | 1          | 45      | 79        | -34        | 7      |
| Portugal      | 3          | 1          | 0          | 2          | 40      | 57        | -17        | 5      |
| Irlanda       | 3          | 0          | 0          | 3          | 43      | 83        | –40        | 3      |

Nota: Se otorgan 3 puntos al equipo que gane un partido, 2 al que empate y 1 al que pierda

### Grupo B
| Equipo     | Encuentros | Encuentros | Encuentros | Encuentros | Tantos  | Tantos    | Tantos     | Puntos |
| Equipo     | jugados    | ganados    | empatados  | perdidos   | a favor | en contra | diferencia | Puntos |
| ---------- | ---------- | ---------- | ---------- | ---------- | ------- | --------- | ---------- | ------ |
| Inglaterra | 3          | 3          | 0          | 0          | 66      | 31        | 35         | 9      |
| Francia    | 3          | 1          | 1          | 1          | 33      | 34        | -1         | 6      |
| Rusia      | 3          | 1          | 0          | 2          | 44      | 54        | -10        | 5      |
| Gales      | 3          | 0          | 1          | 2          | 38      | 62        | -24        | 4      |

### Grupo C
| Equipo    | Encuentros | Encuentros | Encuentros | Encuentros | Tantos  | Tantos    | Tantos     | Puntos |
| Equipo    | jugados    | ganados    | empatados  | perdidos   | a favor | en contra | diferencia | Puntos |
| --------- | ---------- | ---------- | ---------- | ---------- | ------- | --------- | ---------- | ------ |
| Sudáfrica | 3          | 3          | 0          | 0          | 113     | 31        | 82         | 9      |
| Samoa     | 3          | 2          | 0          | 1          | 69      | 45        | 24         | 7      |
| Georgia   | 3          | 1          | 0          | 2          | 31      | 79        | -48        | 5      |
| España    | 3          | 0          | 0          | 3          | 24      | 82        | -58        | 3      |

### Grupo D
| Equipo    | Encuentros | Encuentros | Encuentros | Encuentros | Tantos  | Tantos    | Tantos     | Puntos |
| Equipo    | jugados    | ganados    | empatados  | perdidos   | a favor | en contra | diferencia | Puntos |
| --------- | ---------- | ---------- | ---------- | ---------- | ------- | --------- | ---------- | ------ |
| Australia | 3          | 3          | 0          | 0          | 107     | 24        | 83         | 9      |
| Fiyi      | 3          | 2          | 0          | 1          | 76      | 54        | 22         | 7      |
| Canadá    | 3          | 1          | 0          | 2          | 52      | 88        | -36        | 5      |
| Portugal  | 3          | 0          | 0          | 3          | 31      | 100       | -69        | 3      |

## Fase Final

### Cuartos de final
| 1 de junio | Nueva Zelanda | 47 - 7 | Francia |  |  |

| 1 de junio | Australia | 14 - 10 | Samoa |  |  |

| 1 de junio | Inglaterra | 17 - 0 | Escocia |  |  |

| 1 de junio | Fiyi | 26 - 21 | Sudáfrica |  |  |

### Semifinal
| 1 de junio | Nueva Zelanda | 33 - 0 | Australia |  |  |

| 1 de junio | Inglaterra | 24 - 0 | Fiyi |  |  |

### Final
| 1 de junio | Nueva Zelanda | 24 - 12 | Inglaterra |  |  |

| Bandera de Nueva Zelanda |
| Campeón Nueva Zelanda    |
| 7º título del circuito   |